# Pinna bicolor
Pinna bicolor är en musselart som beskrevs av Gmelin 1791. Pinna bicolor ingår i släktet Pinna och familjen Pinnidae. Inga underarter finns listade i Catalogue of Life.